# Oleschnunatak
Oleschnunatak är en nunatak i Antarktis. Den ligger i Östantarktis. Storbritannien gör anspråk på området. Toppen på Oleschnunatak är 1 271 meter över havet.
Terrängen runt Oleschnunatak är kuperad söderut, men norrut är den platt. Terrängen runt Oleschnunatak sluttar norrut. Trakten är obefolkad. Det finns inga samhällen i närheten.